# Llibreta de laboratori

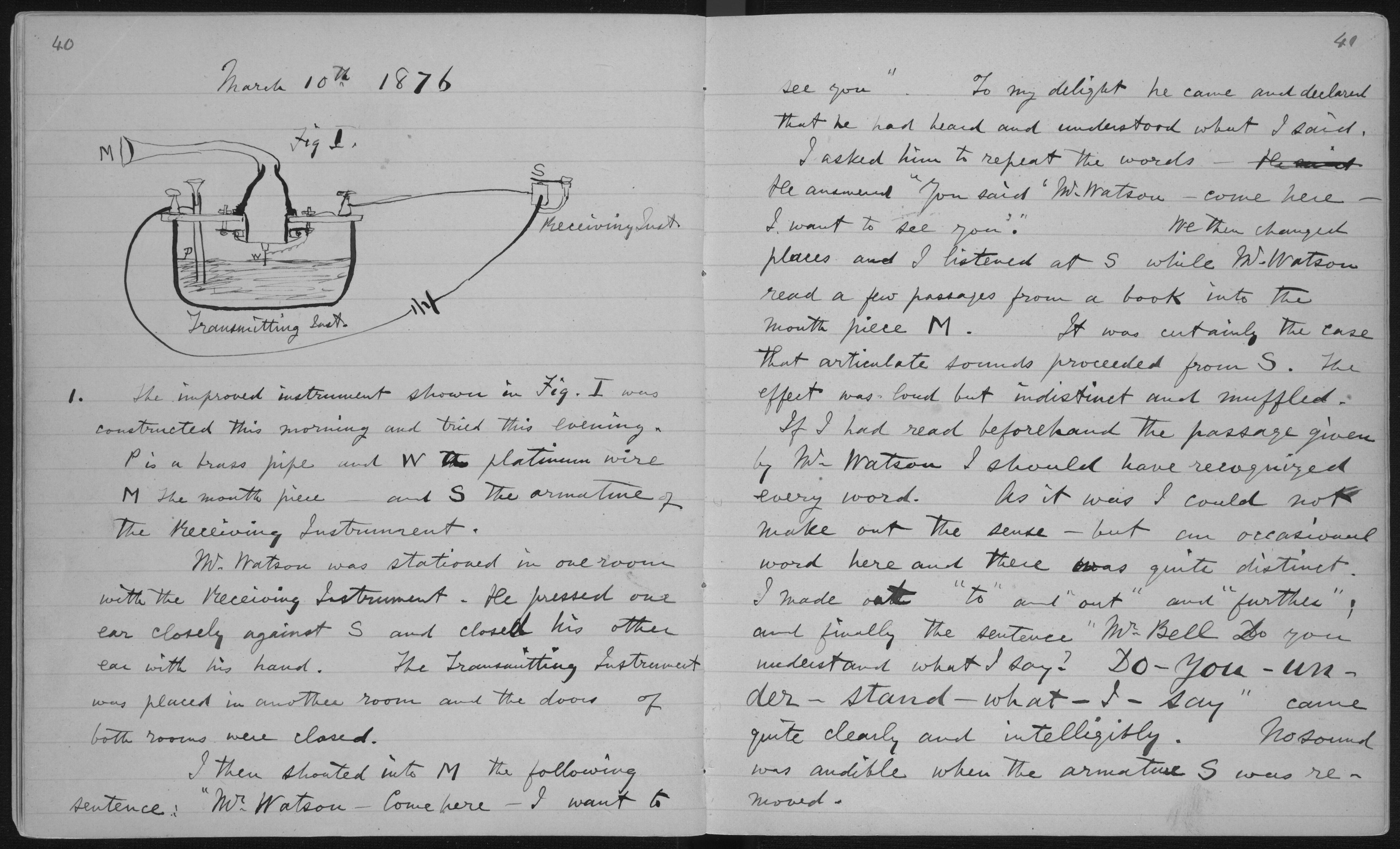
Pàgina de la llibreta de laboratori de l'Alexander Graham Bell, 1876.

Un quadern de laboratori o llibreta de laboratori és un registre primari de recerca. El personal investigador utilitza un quadern de laboratori per documentar les seves hipòtesis, experiments i l'anàlisi inicial o la interpretació d'aquests experiments. La llibreta serveix com una eina d'organització, ajuda a fer memòria, i també pot tenir un paper en la protecció de la propietat intel·lectual que prové de la investigació.

## Estructura
Les directrius per elaborar els quaderns de laboratori varien àmpliament entre diferents institucions i entre laboratoris, però hi ha algunes pautes bastant comunes, com per exemple les mencionades en la referència. El quadern de laboratori sol estar relligat de forma permanent i té les pàgines numerades, de manera que les pàgines no es poden arrencar sense deixar constància d'haver-ho fet. En la llibreta de laboratori s'hi indica la data, i totes les entrades es fan amb un marcador permanent (per exemple, amb un bolígraf). El quadern de laboratori s'acostuma a escriure a mesura que els experiments progressen, enlloc de fer-ho en una data posterior. En molts laboratoris, el quadern és el lloc original de registre de dades, així com de qualsevol observació o coneixement, però no s'hi realitzen còpies d'altres notes. Per les dades registrades en altres mitjans (per exemple, en un ordinador), en el quadern de laboratori es registrarà que s'han obtingut les dades i s'anotarà la identificació del conjunt de dades. És comú pensar en un quadern de laboratori com un diari on les activitats es descriuen de forma suficientment detallada com per permetre que un altre científic pugui reproduir els passos seguits. En laboratoris on hi treballen diverses persones i es manté un quadern de laboratori comú, les entrades en el quadern són signades per les persones que les fan.

## Aspectes legals
Per tal de garantir que les dades no puguin ser fàcilment alterades, sovint es recomana que les pàgines estiguin enquadernades de forma permanent. S'anima al personal investigador a escriure només amb tinta que no pugui ser esborrada, a signar i datar cada pàgina, i a fer revisar periòdicament la llibreta per una altra persona, per tal de comprovar que aquesta pugui llegir-la i entendre-la. Totes aquestes pautes poden ser útils per demostrar exactament quan es va fer un descobriment, en el cas d'una disputa de patents.

## Formats electrònics
Diverses empreses ofereixen actualment quaderns de laboratori electrònics. Aquest format ha adquirit certa popularitat, sobretot en les grans empreses farmacèutiques, les quals tenen un gran nombre d'investigadors i una gran necessitat per documentar els seus experiments.

## Quaderns de laboratori oberts
En els últims anys, els quaderns de laboratori en línia han començat a ser tan transparents per al món com ho són per l'investigador que els manté, una tendència que sovint s'anomena Open Notebook Science en referència al títol d'una entrada de blog publicada l'any 2006 pel químic Jean-Claude Bradley. El terme es fa servir sovint per distingir aquest aspecte de la ciència oberta dels desenvolupaments etiquetats com a codi obert, accés obert, dades obertes, etc., els quals hi estan relacionats però són més aviat independents. L'obertura de la llibreta, doncs, es refereix específicament al conjunt dels següents punts, o elements dels mateixos:
1. Compartir el quadern de laboratori de l'investigador en línia i en temps real sense protecció per contrasenya ni limitacions en l'ús de les dades.
2. Les dades primàries utilitzades per l'investigador per obtenir observacions i conclusions estan disponibles en línia per a tothom.
3. Totes les dades experimentals són compartides, incloent-hi els intents fallits o ambigus.
4. La retroalimentació i altres contribucions als esforços d'investigació es poden integrar fàcilment, entenent que tot és donat al domini públic.

L'ús d'un wiki fa que sigui convenient per rastrejar les contribucions dels autors individuals.